# Dolný Bar
Dolný Bar (Hongaars: Albár) is een Slowaakse gemeente in de regio Trnava, en maakt deel uit van het district Dunajská Streda.
Dolný Bar telt 613 inwoners.